# Reusel-De Mierden
Reusel-De Mierden este o comună în provincia Brabantul de Nord, Țările de Jos.

## Localități componente
Hooge Mierde, Hulsel, Lage Mierde, Reusel